# 2005년 한국프로야구 신인 드래프트
2005년 한국프로야구 신인선수 지명회의에서 1차 지명은 지역연고 우선지명이었고, 2차 지명회의는 2004년 6월 30일 서울특별시 서초구 양재동 교육문화회관에서 열렸다.

## 1차 지명
| 구단          | 출신교          | 포지션      | 이름        | 비고                                                                      |
| ------------- | --------------- | ----------- | ----------- | ------------------------------------------------------------------------- |
| 두산 베어스   | 휘문고          | 투수        | 김명제      | 두산과 LG의 드래프트 경쟁 속에 계약금 6억원을 제시한 두산으로 입단이 결정 |
| 롯데 자이언츠 | 부산고          | 투수        | 이왕기      | 2003년 청소년 국가대표 선수                                               |
| 삼성 라이온즈 | 경북고 - 영남대 | 투수        | 백준영      |                                                                           |
| 한화 이글스   | 대전고          | 투수        | 윤근영      |                                                                           |
| 현대 유니콘스 | 지명권 없음     | 지명권 없음 | 지명권 없음 | 지명권 없음                                                               |
| KIA 타이거즈  | 광주일고        | 투수        | 곽정철      |                                                                           |
| LG 트윈스     | 성남고          | 내야수      | 박병호      |                                                                           |
| SK 와이번스   | 유신고          | 내야수      | 최정        |                                                                           |

## 2차 지명
2차 지명 순위는 1순위가 롯데 자이언츠, 2순위는 두산 베어스, 3순위는 LG 트윈스, 4순위는 한화 이글스, 5순위는 삼성 라이온즈, 6순위 KIA 타이거즈, 7순위 SK 와이번스, 8순위 현대 유니콘스였다.
※이름에 가로줄이 그어진 것은 구단이 해당 선수에 대한 지명권을 포기했음을 의미함.
| 지명 순위 | 롯데                     | 두산                 | LG                     | 한화                   | 삼성                   | KIA                    | SK                     | 현대                   |
| --------- | ------------------------ | -------------------- | ---------------------- | ---------------------- | ---------------------- | ---------------------- | ---------------------- | ---------------------- |
| 1         | 조정훈 (용마고,투수)     | 서동환 (신일고,투수) | 정의윤 (부산고,외야)   | 양훈 (속초상고,투수)   | 오승환 (단국대,투수)   | 윤석민 (야탑고,투수)   | 정근우 (고려대,내야)   | 차화준 (경주고,내야)   |
| 2         | 이원석 (광주동성고,내야) | 조현근 (상원고,투수) | 손상정 (원광대,투수)   | 전현태 (부산고,내야)   | 김현중 (성남고,포수)   | 이범석 (청주기공,투수) | 권덕준 (한서고,투수)   | 임효상 (서울고,투수)   |
| 3         | 최혁권 (경동고,투수)     | 이호성 (휘문고,외야) | 신재웅 (동의대,투수)   | 윤현민 (청원고,외야)   | 최재현 (광주일고,외야) | 최훈락 (단국대,외야)   | 김동규 (장충고,내야)   | 오재일 (야탑고,내야)   |
| 4         | 김진석 (부산상고,내야)   | 금민철 (동산고,외야) | 백자룡 (야탑고,내야)   | 김동영 (부산상고,외야) | 유용목 (강릉고,내야)   | 김정수 (청원고,내야)   | 김선규 (효천고,투수)   | 오성민 (김해고,투수)   |
| 5         | 이지모 (부산고,투수)     | 윤형관 (대불대,외야) | 홍성용 (천안북일,투수) |                        | 곽동훈 (대불대,투수)   | 이기남 (홍익대,투수)   | 최준원 (동국대,투수)   | 이보근 (서울고,투수)   |
| 6         | 이종우 (중앙대,투수)     | 박정배 (한양대,투수) | 강병우 (성남고,외야)   |                        | 박성호 (부산고,투수)   | 백정훈 (성균관대,내야) | 원태진 (경기고,내야)   | 김기남 (원광대,포수)   |
| 7         | 이동훈 (동의대,포수)     |                      | 이태원 (충암고,포수)   |                        | 박병일 (상원고,내야)   | 진해수 (경남상고,투수) | 전준호 (진흥고,내야)   | 김동현 (포철공고,투수) |
| 8         | 윤현기 (한서고,내야)     | 이윤호 (대전고,내야) | 김회권 (북일고,투수)   |                        | 서남석 (충암고,투수)   |                        | 조용섭 (제물포고,투수) | 전유수 (부산상고,투수) |
| 9         | 김범석 (대불대,내야)     |                      |                        |                        |                        |                        | 홍성수 (탐라대,투수)   |                        |

## 참조
1. ↑  입단 후 코치와의 불화로 자살
2. ↑  고려대학교 진학 후 2009년 한화 이글스의 2차 4순위 지명을 받아 입단.